# Torri Huske
Victoria „Torri“ Huske (* 7. Dezember 2002 in Fairfax, Virginia) ist eine Schwimmerin aus den Vereinigten Staaten. Sie gewann bei Olympischen Spielen 2024 zwei Silbermedaillen und drei Goldmedaillen. Bei Weltmeisterschaften auf der 50-Meter-Bahn erhielt sie bis August 2023 viermal Gold, einmal Silber und fünfmal Bronze, auf der 25-Meter-Bahn waren es sechs Goldmedaillen und vier Silbermedaillen.

## Sportliche Karriere
Torri Huske besuchte die Yorktown High School und schwamm für den Arlington Aquatic Club. 2021 begann sie ihr Studium an der Stanford University.

### Juniorenweltmeisterschaften 2019
Huske siegte bei den Junioren-Weltmeisterschaften 2019 über 50 Meter Schmetterling und über 100 Meter Schmetterling. Mit der 4-mal-100-Meter-Freistilstaffel und der 4-mal-100-Meter-Lagenstaffel erschwamm sie zwei weitere Goldmedaillen. Über 100 Meter Freistil wurde sie Zweite hinter ihrer Landsfrau Gretchen Walsh. Die erste Goldmedaille hatte sie in der Mixed-Lagenstaffel gewonnen. Ende 2019 siegte Huske über 100 Meter Schmetterling bei den Wintermeisterschaften der Vereinigten Staaten.

### 2021 mit den Olympischen Spielen
Wegen der COVID-19-Pandemie fanden die Olympischen Spiele in Tokio erst 2021 statt. Über 100 Meter Schmetterling war Huske die einzige Schwimmerin aus den Vereinigten Staaten, die das Finale erreichte. Es siegte die Kanadierin Margaret Mac Neil vor der Chinesin Zhang Yufei und der Australierin Emma McKeon. Torri Huske wurde Vierte mit 0,14 Sekunden Rückstand auf die Olympiasiegerin und 0,01 Sekunden Rückstand auf die Drittplatzierte. Die Schwedin Louise Hansson schlug 0,49 Sekunden hinter Huske als Fünfte an. In der 4-mal-100-Meter-Mixed-Lagenstaffel schwammen Regan Smith, Andrew Wilson, Tom Shields und Abbey Weitzeil hinter der britischen Staffel die zweitschnellste Vorlaufzeit. Im Finale waren Ryan Murphy, Lydia Jacoby, Torri Huske und Caeleb Dressel 0,44 Sekunden schneller als die Vorlaufstaffel, wurden aber nur Fünfte mit mehr als anderthalb Sekunden Rückstand auf das drittplatzierte australische Quartett. Auch in der Frauen-Lagenstaffel erreichten Rhyan White, Lilly King, Claire Curzan und Erika Brown den Endlauf mit der zweitschnellsten Vorlaufzeit mit 0,01 Sekunden Rückstand auf Kanada. Im Finale waren Regan Smith, Lydia Jacoby, Torri Huske und Abbey Weitzeil fast dreieinhalb Sekunden schneller als ihre Mannschaftskameradinnen zwei Tage zuvor und erkämpften den zweiten Platz mit 0,13 Sekunden Rückstand auf die Australierinnen und 0,87 Sekunden Vorsprung vor den Kanadierinnen. Alle acht beteiligten Schwimmerinnen aus den Vereinigten Staaten erhielten eine Silbermedaille.
Ende 2021 fanden die Kurzbahnweltmeisterschaften in Abu Dhabi statt. Torri Huske war im Vorlauf der 4-mal-50-Meter-Mixed-Freistilstaffel dabei, sowohl im Vorlauf als auch im Endlauf erreichte das Quartett aus den Vereinigten Staaten den vierten Platz. In den Frauenwettbewerben gewann Huske Gold mit der 4-mal-100-Meter-Freistilstaffel, wobei sie nur im Vorlauf eingesetzt worden war. Sie wurde Sechste über 100 Meter Freistil und Vierte über 50 Meter Schmetterling. In der 4-mal-200-Meter-Freistilstaffel erschwamm Huske die Silbermedaille, hier war sie sowohl im Vorlauf als auch im Endlauf dabei. Danach wurde sie Vierte über 100 Meter Schmetterling. Schließlich war sie noch zweimal im Staffelvorlauf dabei. Mit der 4-mal-50-Meter-Freistilstaffel erhielt sie Gold für ihren Vorlaufeinsatz, die 4-mal-100-Meter-Lagenstaffel wurde Vierte.

### 2022 mit den Weltmeisterschaften in Budapest
2022 bei den Weltmeisterschaften in Budapest gewann Huske den Titel in der 4-mal-100-Meter-Mixed-Lagenstaffel. Nachdem im Vorlauf Ryan Murphy, Lilly King, Michael Andrew und Erika Brown die schnellsten waren, siegten im Finale Hunter Armstrong, Nic Fink, Torri Huske und Claire Curzan. Die 4-mal-100-Meter-Mixed-Freistilstaffel in der Besetzung Ryan Held, Brooks Curry, Torri Huske und Claire Curzan holte die Bronzemedaille. Erika Brown, Drew Kibler und Kate Douglass wurden für ihren Vorlaufeinsatz mit einer Medaille geehrt. In den Frauenwettbewerben fand zunächst die 4-mal-100-Meter-Freistilstaffel statt. Torri Huske, Erika Brown, Kate Douglass und Claira Curzan belegten im Endlauf den dritten Platz, für den Vorlauf erhielten auch Mallory Comerford und Natalie Hinds eine Medaille. Danach siegte Torri Huske über 100 Meter Schmetterling und schlug dabei eine halbe Sekunde vor der Französin Marie Wattel auf dem zweiten Platz an. Über 100 Meter Freistil siegte die Australierin Mollie O’Callaghan vor der Schwedin Sarah Sjöström. 0,12 Sekunden hinter der Schwedin und 0,06 Sekunden vor der Kanadierin Penny Oleksiak wurde Huske Dritte. Über 50 Meter Schmetterling und über 50 Meter Freistil belegte Huske jeweils den sechsten Platz. Den Abschluss der Wettbewerbe bildete die 4-mal-100-Meter-Lagenstaffel. Hier hatten Rhyan White, Alex Walsh, Natalie Hinds und Erika Brown mit der siebtbesten Vorlaufzeit die Finalqualifikation erreicht. Im Endlauf waren Regan Smith, Lilly King, Torris Huske und Claire Curzan über sechs Sekunden schneller als die Vorlaufstaffel und siegten vor den Australierinnen.
Im Dezember 2022 bei den Kurzbahnweltmeisterschaften in Melbourne gewann Huske Gold mit der 4-mal-50-Meter-Mixed-Lagenstaffel, wobei Ryan Murphy, Nic Fink, Kate Douglass und Torri Huske in 1:35,15 Minuten einen neuen Weltrekord aufstellten. Schon am Tag zuvor hatte Huske Silber mit der 4-mal-100-Meter-Freistilstaffel erkämpft. Am Tag des Weltrekords in der Mixed-Staffel gewann sie auch den Titel über 50 Meter Schmetterling, wobei sie hier zeitgleich mit der Kanadierin Margaret Mac Neil anschlug, so dass es zwei Empfängerinnen einer Goldmedaille gab. Am nächsten Tag wurde Huske Fünfte über 100 Meter Freistil und gewann den Titel mit der 4-mal-50-Meter-Freistilstaffel. Zwei Tage später folgte die Silbermedaille mit der 4-mal-50-Meter-Lagenstaffel mit 0,06 Sekunden Rückstand auf die Australierinnen, die den bestehenden Weltrekord um 0,03 Sekunden unterboten. Ebenfalls Silber erkämpfte Huske über 100 Meter Schmetterling, hier hatte sie 0,7 Sekunden Rückstand auf Margaret Mac Neil. Ihre siebte Medaille gewann Huske mit der 4-mal-100-Meter-Lagenstaffel. Claire Curzan, Lilly King, Torri Huske und Kate Douglass stellten dabei in 3:44,35 Minuten einen neuen Weltrekord auf.

### 2023 mit den Weltmeisterschaften in Fukuoka
Bei den Landesmeisterschaften 2023 siegte Huske über 100 Meter Schmetterling, wurde Zweite über 50 Meter Schmetterling und Dritte über 200 Meter Lagen.
Einen Monat später bei den Weltmeisterschaften in Fukuoka gewann die 4-mal-100-Meter-Mixed-Lagenstaffel mit Ryan Murphy, Nic Fink, Torri Huske und Kate Douglass die Bronzemedaille hinter den Staffeln aus China und Australien. Für ihren Einsatz mit der schnellsten Vorlaufzeit erhielten auch Katharine Berkoff, Josh Matheny, Dare Rose und Abbey Weitzeil eine Bronzemedaille. In der 4-mal-100-Meter-Freistilstaffel erschwammen Gretchen Walsh, Abbey Weitzeil, Olivia Smoliga und Kate Douglass die Silbermedaille hinter den Australierinnen. Torri Huske und Maxine Parker erhielten Silber für die Teilnahme am Vorlauf. Über 100 Meter Schmetterling gewann Zhang Yufei den Titel vor Margaret Mac Neil, Torri Huske schlug 0,16 Sekunden hinter der Australierin als Dritte an. Über 50 Meter Schmetterling wurde Huske Fünfte. Schließlich schwammen in der 4-mal-100-Meter-Lagenstaffel Katharine Berkoff, Lydia Jacobi, Torri Huske und Abbey Weitzeil die zweitschnellste Vorlaufzeit. Im Finale waren Regan Smith, Lilly King, Gretchen Walsh und Kate Douglass vier Sekunden schneller und siegten vor den Australierinnen. Alle acht beteiligten Schwimmerinnen erhielten eine Goldmedaille.

### Olympische Spiele 2024 mit Medaillen
Am ersten Tag der Schwimmwettbewerbe bei den Olympischen Spielen 2024 in Paris erreichte die 4-mal-100-Meter-Freistilstaffel mit Gretchen Walsh, Torri Huske, Simone Manuel und Kate Douglass den zweiten Platz hinter dem australischen Quartett. Für ihren Einsatz im Vorlauf erhielten auch Abbey Weitzeil und Erika Connolly eine Silbermedaille. Am Tag darauf gelang den Schwimmerinnen aus den Vereinigten Staaten ein Doppelsieg über 100 Meter Schmetterling, Torri Huske siegte mit 0,04 Sekunden Vorsprung vor Gretchen Walsh. Am 31. Juli folgte dann eine weitere Silbermedaille über 100 Meter Freistil. Mit einer Zeit von 3:37,43 Minuten gelang der amerikanischen 4-mal-100-Meter-Lagen-Mixed-Staffel die nächste Goldmedaille vor China. Einen Tag später holte auch die Frauenstaffel über 4-mal 100 Meter Lagen mit einer Weltrekordzeit von 3:49,63 Minuten den ersten Platz.